# Fastnet Race

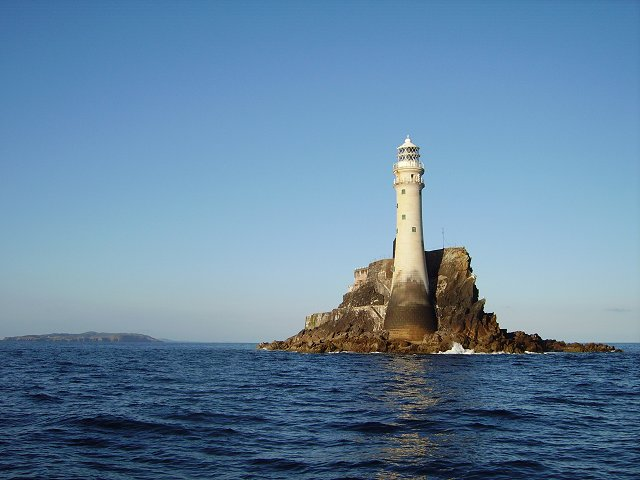
El faro del peñón de Fastnet.

La Fastnet Race es una de las competiciones de vela de crucero más veneradas y temidas  del mundo. La organiza cada dos años el Royal Ocean Racing Club en el Reino Unido.
Desde 2001 la patrocina la empresa Rolex, por lo que comercialmente se denomina Rolex Fastnet Race. El ganador recibe el trofeo denominado Fastnet Challenge Cup.
Se disputa sobre un recorrido de 608 millas náuticas (1.126 km) con la línea de salida delante del Real Escuadrón de Yates, en Cowes (Isla de Wight). Se atraviesa el estrecho de Solent por el canal de The Needles para pasar por Portland Bill, Start Point, y el punto más meridional de Gran Bretaña, The Lizard, antes de llegar al cabo de Land's End hacia el oeste, cruzando el mar Céltico hasta dar la vuelta al peñón de Fastnet y volver por Bishop Rock, en las Islas Sorlingas, hasta la línea de llegada en Plymouth.

## Historia
Su promotor fue Weston Martyr y celebró su primera edición en 1925. En 1973 se adoptó la International Offshore Rule (IOR).
En 1979 fallecieron 18 personas (15 regatistas y 3 miembros de equipos de rescate) debido a una fuerte tormenta.

## Palmarés
| Año  | Campeón              | Armador                           |
| ---- | -------------------- | --------------------------------- |
| 1925 | Jolie Brise          | E. G. Martin                      |
| 1926 | Ilex                 | Royal Engineers                   |
| 1927 | Tally Ho             | Lord Stalbridge                   |
| 1928 | Niña                 | Paul Hammond                      |
| 1929 | Jolie Brise          | E. G. Martin                      |
| 1930 | Jolie Brise          | E. G. Martin                      |
| 1931 | Dorade               | Roderick Stephens Sr              |
| 1933 | Dorade               | Roderick Stephens Sr              |
| 1935 | Stormy Weather       | Philip LeBoutillier               |
| 1937 | Zeearend             | Kees Bruynzeel                    |
| 1939 | Bloodhound           | Ike Bell                          |
| 1947 | Myth of Malham       | John Illingworth                  |
| 1949 | Myth of Malham       | John Illingworth                  |
| 1951 | Yeoman               | Owen Aisher                       |
| 1953 | Favona               | Sir Michael Newton                |
| 1955 | Carina               | Dick Nye                          |
| 1957 | Carina               | Dick Nye                          |
| 1959 | Anitra               | Sven Hansen                       |
| 1961 | Zwerver II           | Otto van der Vorm                 |
| 1963 | Clarion of Wight     | Derek Boyer                       |
| 1965 | Rabbit               | Dick Carter                       |
| 1967 | Pen Duick III        | Éric Tabarly                      |
| 1969 | Red Rooster          | Dick Carter                       |
| 1971 | Ragamuffin           | Syd Fischer                       |
| 1973 | Saga                 | Erling Sven Lorentzen             |
| 1975 | Golden Delicious     | Richard & Harvey Bagnall          |
| 1977 | Imp                  | David Allen                       |
| 1979 | Tenacious            | Ted Turner                        |
| 1981 | Mordicus             | Taylor & Volterys                 |
| 1983 | Shamrock             | Maller & Snoeren                  |
| 1985 | Panda                | Peter Whipp                       |
| 1987 | Juno III             | M. Peacock                        |
| 1989 | Great News           | John Calvert-Jones/Tom Blackaller |
| 1991 | Min-O-Din            | John Humphries/Matt Humphries     |
| 1995 | Nicorette            | Ludde Ingvall                     |
| 1997 | Royal Blue           | Gunnar Ekdahl                     |
| 1999 | Whirlpool-Europe 2   | Catherine Chabaud                 |
| 2001 | Tonnerre de Breskens | Piet Vroon                        |
| 2003 | Nokia                | Charles Dunstone                  |
| 2005 | Iromiguy             | Jean-Yves Chateau                 |
| 2007 | Chieftain            | Ger O'Rourke                      |
| 2009 | Rán 2                | Niklas Zennström                  |
| 2011 | Rán 2                | Niklas Zennström                  |
| 2013 | Night and Day        | Pascal Loison                     |
| 2015 | Courrier Du Leon     | Géry Trentesaux                   |
| 2017 | Lann Ael 2           | Didier Gaudoux                    |
| 2019 | Wizard               | Peter Askew/David Askew           |
| 2021 |                      |                                   |